# Istituto giapponese di cultura in Roma
L'Istituto giapponese di cultura (ローマ日本文化会館?, Rōma Nihon bunka kaikan) è un ente culturale che ha come scopo la diffusione della cultura giapponese in Italia.
È una delle 25 sedi estere della Japan Foundation in 24 Paesi del mondo, e una delle sole tre sedi a fregiarsi del titolo di "Istituto giapponese di cultura in Roma" insieme con quelle di Colonia e Parigi.

## Storia
L'Istituto giapponese di cultura, è stato il primo ente del suo genere fondato dalla Società per la promozione delle relazioni culturali internazionali (国際文化振興会?, Kokusai bunka shinkōkai), un organo interno del Ministero degli affari esteri giapponese. Dopo dieci anni di attività, la Società è stata sostituita nel 1972 dalla Japan Foundation (国際交流基金?, Kokusai kōryū kikin), ad amministrazione indipendente, che ha ereditato la gestione dell'Istituto romano e degli altri fondati nel frattempo in altre città del mondo.
L'Istituto si occupa principalmente di ospitare conferenze, mostre, proiezioni e altre attività per la diffusione e promozione della cultura giapponese. Gestisce inoltre un centro studi sul Giappone e organizza corsi di lingua giapponese nonché il test di lingua JLPT.
Fra i vari direttori dell'Istituto si ricordano il geografo Kei'ichi Takeuchi,  e gli italianisti Tomotada Iwakura (linguista) e Kazufumi Takada (studioso di teatro).

## Caratteristiche
L'edificio che ospita l'Istituto è composto da tre piani fuori terra e ospita un auditorium, una sala mostre e una biblioteca che conserva circa 35.000 volumi. È stato progettato dall'architetto Isoya Yoshida unendo insieme il linguaggio e i materiali dell'architettura tradizionale giapponese con lo stile brutalista in cemento armato al tempo prevalente.
L'Istituto è collocato in un ampio giardino dalle forme fluide, a contrasto con quelle severe dell'edificio. È stato realizzato da Ken Nakajima contemporaneamente alla costruzione dell'edificio ed è considerato il primo giardino giapponese mai realizzato in Europa da maestranze giapponesi. Il giardino è visitabile in alcuni periodi dell'anno con un percorso guidato su prenotazione.